# Erase and Forget
Erase and Forget ist ein Dokumentarfilm von Andrea Luka Zimmerman aus dem Jahr 2017.
Der Film schildert das Leben des amerikanischen Ex-Soldaten und eines der höchstdekorierten Vietnam-Veteranen, Bo Gritz. Die Filmpremiere fand auf der Berlinale 2017 statt. Erase and Forget ist eine dänisch-britische Koproduktion. Der Film erforscht und enthüllt die Jahrzehnte des Militarismus, der Waffenkultur, der giftigen Männlichkeit und der sozialen Unruhen, die zum Erfolg von Donald Trump führten, und spiegelt die zeitgenössische amerikanische Gesellschaft in all ihrer schwindelerregenden Komplexität und Widersprüchlichkeit wider.
Erase and Forget wurde von Andrea Luka Zimmerman über einen Zeitraum von 10 Jahren gedreht. Der Film verbindet dabei bisher unveröffentlichtes Archivmaterial und exklusive Interviews mit Szenen, in denen Gritz Sequenzen aus Actionfilmen der 80er Jahre spielt, die angeblich von seinem eigenen Leben inspiriert waren.